# Земляний удав жовтосмугий
Земляний удав жовтосмугий (Tropidophis semicinctus) — неотруйна змія з роду Земляні удави родини Земляні удави. Інша назва «пластинчастий земляний удав».

## Опис
Загальна довжина досягає 25—40,8 см. Спостерігається статевий диморфізм — самиці більші за самців. Голова дещо пласка, морда витягнута. Тулуб стрункий, кремезний. Забарвлення коричневе з темними плямами уздовж хребта. Здатен набувати помаранчевого кольору для приманювання здобичі.

## Спосіб життя
Полюбляє соснові ліси, чагарники. Значну частину життя проводить під уламками дерев, сміттям, у лісовій підстилці, риючи ходи та нори. З'являється на поверхні землі тільки після заходу сонця. Живиться жабами, ящірками, рідко дрібними птахами. При небезпеці згортається у щільну кулю. Крім того, очі стають червоними та з рота вибризкує кілька крапель крові.
Це живородна змія. Самка народжує до 10 дитинчат.

## Розповсюдження
Це ендемік острова Куба.